# ستورنو
ستورنو؛ هي بلدة وبلدة في مقاطعة أفيلينو في منطقة كمبانية في جنوب إيطاليا. تقع المدينة في وادي نهر أوفيتا [الإنجليزية]، ويحدها كل من كاريف، وقلعة بارونيا، وفلوميري، وفريجنتو، وروكا سان فيليس.

## تاريخ
أصبحت ستورنو بلدة مستقلة في عام 1809. قبل ذلك، كانت ستورنو تسمى كاسالي دي فريجينتو وكانت قرية صغيرة لمدينة فريجينتو. كمجتمع زراعي، كافحت اقتصاديًا في أواخر القرن التاسع عشر وأوائل القرن العشرين.

## اقتصاد
المنطقة المحيطة بها عبارة عن أراض زراعية تخضع لزراعة مكثفة. تشتهر المزارع المحلية أيضًا بتربية الأغنام والماعز.

## المدن التوأم
- غلين كوف (نيويورك).

## روابط خارجية
- الموقع الرسمي